# Délivrez-moi
Délivrez-moi ist ein kanadisches Filmdrama aus dem Jahr 2006. Die Hauptrolle spielte Céline Bonnier.

## Handlung
Annie war wegen Mordes an ihrem gewalttätigen Mann Marco im Gefängnis. Nach zehn Jahren kommt sie zurück zu ihrer etwa dreizehnjährigen Tochter Sophie und ihrer Schwiegermutter Irène, die sich um das Mädchen in der Zwischenzeit gekümmert hat. Annies Beziehung zu beiden ist schwierig. Sie bekommt Arbeit in einer Metallgießerei, zieht in eine eigene Wohnung und lässt sich lebenshungrig mit einem Kollegen ein. Sie kämpft um das Sorgerecht für Sophie und bekommt es nach Schwierigkeiten vom Gericht zugesprochen.
Die Gedanken an die Tat an Marco lassen Annie keine Ruhe. Immer wieder sieht sie die damaligen Geschehnisse vor ihrem geistigen Auge. Die Ereignisse spitzen sich am ehemaligen Tatort, einem Holzhaus auf einer Insel, zu. In einer Auseinandersetzung schießt Irène auf Annie und verwundet sie an der Schulter. Sophie kommt dazu. Annie setzt das Gebäude in Flammen und Irène geht darauf zu. Annie und Sophie, die sich inzwischen näher gekommen sind, entfernen sich gemeinsam vom Ort des Schreckens.

## Kritiken
- Amy Dykstra bei www.calgaryfilm.com bezeichnete den Film als erstaunliche Sichtweise von Vergeltung und Vergebung („a stunning look at redemption and forgiveness“).[1]

## Auszeichnungen
- Beim Festival de l’Atlantique 2006 erhielten ex aequo Geneviève Bujold, Juliette Gosselin und Céline Bonnier den Preis als Beste Hauptdarstellerin (Prix de la meilleure interprétation féminine).
- Céline Bonnier gewann 2007 als Beste Hauptdarstellerin den Prix Jutra, und Patrice Bengle wurde in der Kategorie Beste Ausstattung/Bühnenbild nominiert.

## Hintergrundinformationen
Das Budget betrug etwa 3,5 Millionen CAD. Gedreht wurde vom 22. August bis 7. Oktober 2005 in der kanadischen Provinz Québec, nämlich in der Kleinstadt Huntingdon, auf der Insel Saint-Bernard und in Montréal.
Der Film wurde erstmals am 12. Mai 2006 in Montréal veröffentlicht. Er ist als französischsprachige DVD mit englischen Untertiteln in Kanada erschienen. Die Länge beträgt ca. 99 Minuten. Der englische Titel lautet Forgive Me.